# Чемпіонат світу з трекових велоперегонів 2014 — командна гонка переслідування (чоловіки)
Змагання в командній гонці переслідування серед чоловіків на Чемпіонаті світу з трекових велоперегонів 2014 відбулись 26 лютого 2014. У них взяли участь 52 велогонщики з 13 країн. Дві найшвидші у кваліфікації команди вийшли у фінал за золоті медалі, а ті, що посіли третє і четверте місця - за бронзові.

## Медалісти
| Золото | Австралія Гленн О'Ші Александр Едмондсон Мітчелл Мюлерн Люк Девісон Майлс Скотсон |
| Срібло | Данія Каспер фон Фолсаш Лассе Норман Гансен Расмус Квааде Алекс Расмуссен         |
| Бронза | Нова Зеландія Аарон Гейт Пітер Буллінг Ділан Кеннетт Марк Раян                    |

## Результати

### Кваліфікація
Кваліфікація розпочалась о 12:00.
| Місце | Ім'я                                                                | Країна          | Час      | Примітки |
| ----- | ------------------------------------------------------------------- | --------------- | -------- | -------- |
| 1     | Каспер фон Фолсаш Лассе Норман Гансен Расмус Квааде Алекс Расмуссен | Данія           | 4:00.176 | Q        |
| 2     | Гленн О'Ші Александр Едмондсон Мітчелл Мюлерн Майлс Скотсон         | Австралія       | 4:01.516 | Q        |
| 3     | Артур Єршов Євген Ковальов Іван Ковальов Олександр Сєров            | Росія           | 4:01.615 | Q        |
| 4     | Аарон Гейт Пітер Буллінг Ділан Кеннетт Марк Раян                    | Нова Зеландія   | 4:02.056 | Q        |
| 5     | Елой Теруель Себастьян Мора Давид Мунтанер Альберт Торрес           | Іспанія         | 4:02.648 |          |
| 6     | Олів'є Бер Тері Шир Том Болі Штефан Кюнг                            | Швейцарія       | 4:02.934 |          |
| 7     | Тео Рейнхардт Максиміліан Байєр Нільс Шомбер Керстен Тіле           | Німеччина       | 4:04.230 |          |
| 8     | Едвард Кленсі Овейн Дал Джонатан Діббен Семюел Гаррісон             | Велика Британія | 4:04.419 |          |
| 9     | Яспер Де Бюст Кенні Де Кетеле Морено Де Паув Йонас Рікерт           | Бельгія         | 4:05.423 |          |
| 10    | Хуан Аранго Едвін Авіла Арлес Кастро Фернандо Гавірія               | Колумбія        | 4:05.751 |          |
| 11    | Елія Вівіані Ліам Бертаццо Марко Коледан Паоло Сіміон               | Італія          | 4:06.165 |          |
| 12    | Роман Цишков Олег Огієвич Евген Ахраменко Сергій Папок              | Білорусь        | 4:08.568 |          |
| 13    | Володимир Джус Віталій Попков Віталій Щедов Максим Васильєв         | Україна         | 4:09.709 |          |

### Фінали
Фінали розпочались о 20:00.
| Місце                    | Ім'я                                                                | Країна        | Час      |
| ------------------------ | ------------------------------------------------------------------- | ------------- | -------- |
| Заїзд за золоту медаль   |                                                                     |               |          |
| 1                        | Гленн О'Ші Александр Едмондсон Мітчелл Мюлерн Люк Девісон           | Австралія     | 3:57.907 |
| 2                        | Каспер фон Фолсаш Лассе Норман Гансен Расмус Квааде Алекс Расмуссен | Данія         | 3:59.623 |
| Заїзд за бронзову медаль |                                                                     |               |          |
| 3                        | Аарон Гейт Пітер Буллінг Ділан Кеннетт Марк Раян                    | Нова Зеландія | 3:58.989 |
| 4                        | Артур Єршов Євген Ковальов Іван Ковальов Олександр Сєров            | Росія         | 4:00.777 |